# كوبا ليبرتادوريس 1998
كوبا ليبرتادوريس 1998 هو الموسم 39 من كوبا ليبرتادوريس. أقيم خلال الفترة 25 فبراير 1989 وحتى 26 أغسطس 1998، والذي يشرف على تنظيمه كونميبول، وكان عدد الأندية المشاركة فيه 23 وفاز فيه نادي فاسكو دا غاما.

## النهائي
أُجري النهائي بين نادي فاسكو دا جاما البرازيلي ونادي برشلونة الإكوادوري. أُجريت مباراة الذهاب في 12 أغسطس في ملعب ساو جانواريو في ريو دي جانيرو، مع مباراة الإياب يوم 26 أغسطس في مونومنتال إيسيدرو روميرو في غواياكيل.

## نتائج الموسم
| المركز | فريق               | لعب | ف | ت | خ | له | عليه | ف.أ | نقاط | ملاحظة |
| ------ | ------------------ | --- | - | - | - | -- | ---- | --- | ---- | ------ |
|        | نادي فاسكو دا غاما |     |   |   |   |    |      |     |      |        |